# Limanurile dobrogene
Limanurile dobrogene sunt cele 15 limanuri de diferite dimensiuni aflate în Dobrogea, de-a lungul litoralului, la sud de gurile Dunării, anume : Razim (altădată Razelm, și mai înainte Iancina, iar în antichitate Argamos), Golovița (altădată Lupilor), Zmeica (altădată Șerpilor), Sinoe (altădată Galazu, iar în antichitate Halmyris, ca golf), Gargalîc (altădată Bulboaca), Tașaul (altădată Pietroasa), Siutghiol (altădată Canara), Agigea, Tuzla, Techirghiol, Mangea (altădată Bivolu), Schitu, Tatlageac (altădată Glica), Comorova și Mangalia, formate prin închiderea parțială a unui fost golf maritim printr-un cordon (grind) litoral (perisip) și comunicând cu marea printr-o "portiță" sau printr-o gârlă de revărsare. În general, limanurile se formează la gura de vărsare a unui râu. 
Unele limanuri pot avea dimensiuni mari (Razelm : 394,30 km² ; ansamblul lagunar înconjurător cu limanurile Golovița, Zmeica și Sinoe : 731 km²) dar altele sunt mult mai mici (Tașaul, Techirghiol, Tatlageac...).

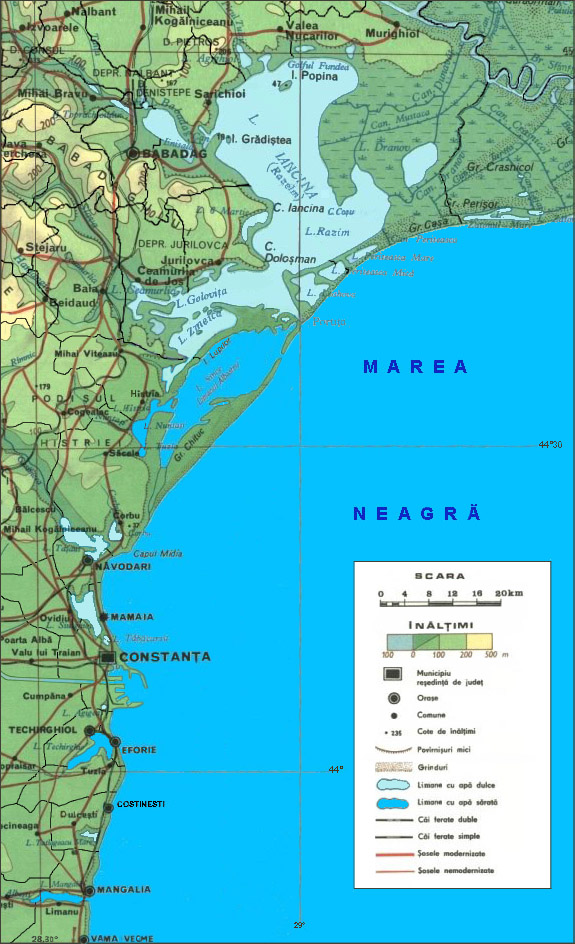
Limanurile Dobrogene

## Etimologie
În limba greacă λιμένας - limenas, înseamnă golf sau port. În limba turcă s-a preluat sub foma Liman. Ca urmare a extinderii otomane la vestul și nordul Mării Negre, denumirea s-a extins la lagunele și lacurile ce puteau adăposti corăbii. Cu ajungerea Lipovenilor la nordul Mării Negre termenul a fost preluat și în limba rusă : лиман - liman.
Din punct de vedere geografic, numele desemnează în mod specific și precis lagunele adesea salmastre, situate la ieșirea unui curs de apă dulce spre mare și legate de aceasta printr-o portiță (în limba greacă στόμα - stoma, adică gură, în rusă бухта - buhta, idem), care străpunge cordonul litoral ce le desparte de larg (în română perisip, în  greacă αμμογλώσσα limbă de nisip, în rusă коса - kosa). Limanele sunt specifice Mării Negre. În România comunistă denumirea de limane pentru acest ansamblu a fost considerată învechită de unii comentatori care nu cunoșteau bine terminologia geografică, astfel că în locul denumirii de "liman" se folosește adesea în mod impropriu cuvântul lac și s-au generalizat, pentru limanele legate între ele, expresii precum complexul Razim-Sinoe  (cuvântul complex, la modă în perioada comunistă, fiind intens folosit atât pentru formațiuni naturale, cât și în industrie, arhitectură, urbanism, muzeologie ș.a.m.d.).

## Specificități
Clima regiunii limanelor Dobrogene, adică a litoralului românesc, este temperat-continentală cu influențe climatice pontice. Temperatura medie anuală are valori ridicate de aproape 11 grade Celsius, iar precipitațiile au valori mici, 400-450 mm/anual.
Cele patru mai nordice dintre limanele Dobrogene (Razim, Golovița, Zmeica și  Sinoe, formând Complexul Razim-Sinoe) sunt și cele mai mari cu 863 km²; în cuprinsul lor se găsesc mai multe insule printre care cele mai importante sunt Bisericuța, Grădiștea și  Popina, în care se află rezervația cu același nume. Ansamblul are numeroase specii de pești și de păsări care se hrănesc cu pești sau cu mici nevertebrate limicole. Cele patru limane nord-Dobrogene sunt incluse în  rezervația naturală de Biosferă a Deltei Dunării (3446 km², dintre care 1145 km² sunt rezervație integrală), care face parte din patrimoniul mondial al UNESCO din 1991, fiind clasificată ca rezervație a biosferei la nivel național în România și ca parc național în taxonomia internațională a IUCN. Aceste patru limane s-au format într-o zonă depresionară, inundată acum circa 7000 sau 8000 de ani de apele maritime în decursul topirii ghețarilor din perioada post-Würmiană și separată treptat de mare de către grindurile litorale. Aceste grinduri s-au format prin depuneri de aluviuni dunărene și cochilifere care, dată fiind deplasarea treptată spre est a traseului curenților litorali, pe măsura acumulării sedimentelor, au delimitat pe rând cele patru limane, cele de la nord formându-se înaintea celor de sud. Aceste procese au îndepărtat marea de țărmul vechiului golf Halmyris formând limanele Zmeica si Golovița prin grindul Lupilor si lacurile Tuzla și Nuntași prin grindul Săcele. Abia în evul mediu târziu s-au format și grindurile Chituc și Perișor prin care s-a constituit limanul Sinoe și s-a lărgit peninsula dintre Razim și mare.
În perioada comunistă limanele Dobrogene au suferit mari transformări artificiale, nu totdeauna bine chibzuite, de exmplu prin închiderea portițelor și îndiguirea limanelor, ceeace a produs eutrofizarea apelor, dispariția zonelor de reproducere ale peștilor și prăbușirea productivității naturale halieutice.

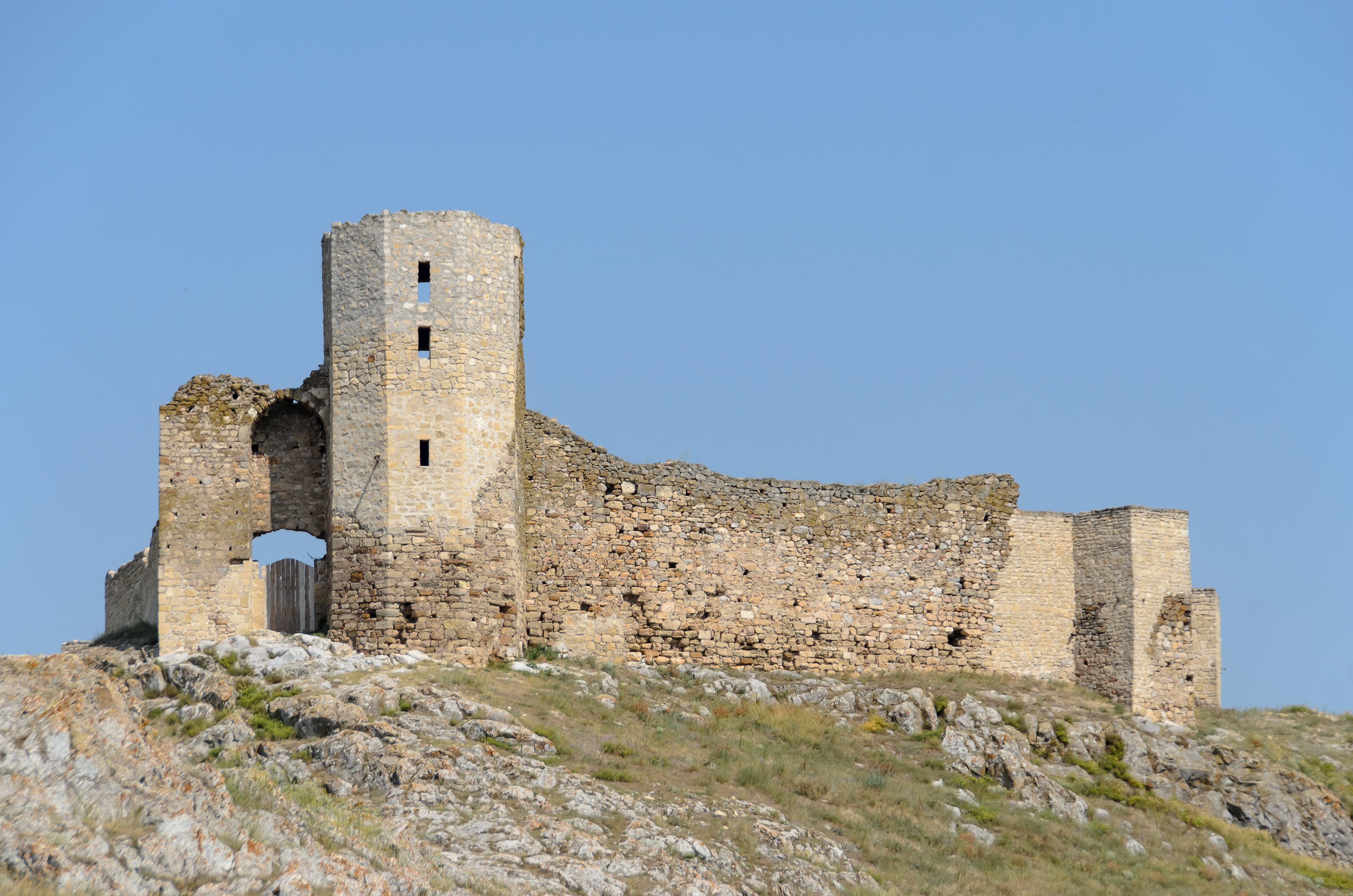
Ruinele cetății Enisala.

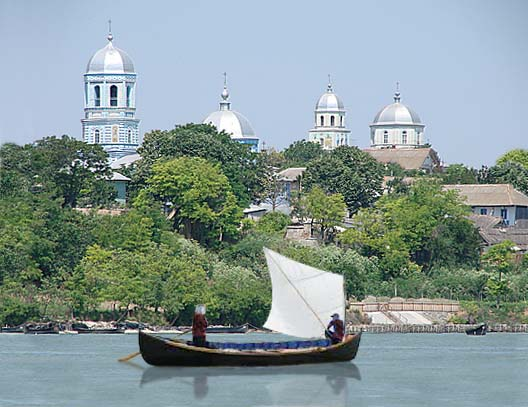
O lotcă cu pânze pe limanul Razim.

Insula Popina, văzută de pe ţărmul limanului Razim.

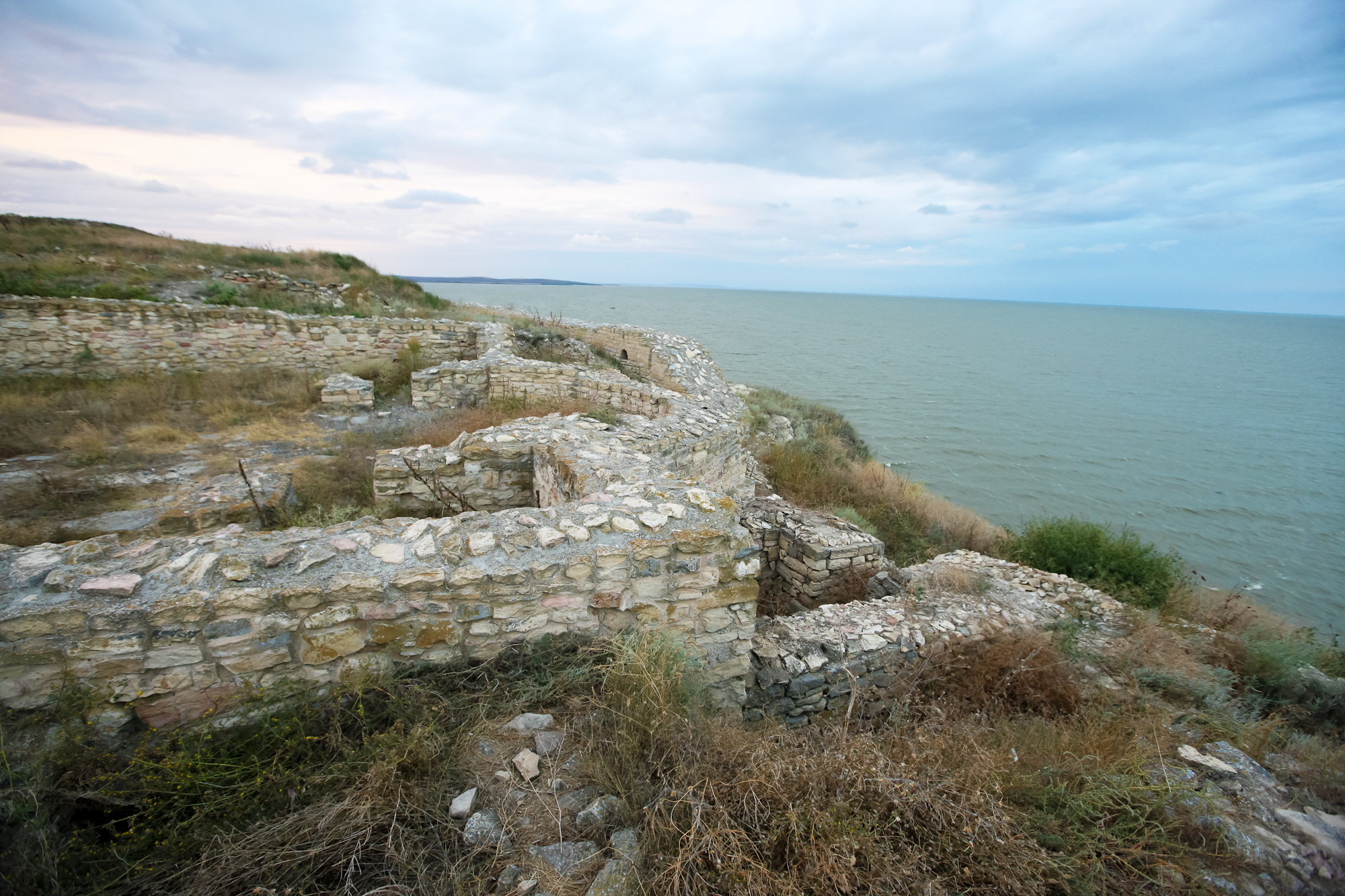
Cetatea Orgame, pe malul limanului Razim

Evoluția geomorfologică a Deltei Dunării din Antichitate până în zilele noastre

Limanul Razim (415 km², adâncimea maximă 2,8 m) este legat de limanele Golovița și Zmeica, precum și de lacurile Babadag, Tauc și Topraichioi. În perspectiva trecerii de la exploatarea geonomică a resurselor naturale, inițiată de Grigore Antipa, la o agricultură intensivă cu irigație, îngrășăminte și pesticide, a fost îndiguit în perioada comunistă, portița i-a fost închisă și a fost transformat în rezervor de apă dulce pentru irigație, apa dulce provenind din brațul Sfântu-Gheorghe prin canalele Dranov și Dunavăț. Este cea mai mare întindere lacustră din România. Pe malul limanului Razim, nu departe de capul Doloșman, se găsesc ruinele cetății antice Argamon (Argamum sub Imperiul Roman), iar puțin mai spre apus, pe unul dintre dealurile care străjuiesc lacul Babadag, se înalță tainica cetate Enisala ("Herakleia" în antichitate, "Eraclea" pe hărțile genoveze, "Yeni-Sala" adică "noua vestire" în turcește). Cele 400 de sepulturi dacice descoperite aici, din secolul al IV-lea î.e.n., precum și toporișcele de piatră șlefuită, ceramica și oasele de mamut arată o continuitate de populare încă din preistorie. Cetatea Herakleia, ruinată de Avari și de Slavi în secolul VI, a fost reconstruită în sec. XII întâi de bizantini, apoi de genovezi, pentru a aparține o vreme despotatului Dobrogean, și după acesta, voievodului muntean Mircea cel Bătrân, înainte de a cădea în 1421 în mâinile Turcilor. Aceștia au întreținut-o aproximativ două veacuri, ultima căpetenie otomană a cetății fiind Evli Çelebi, menționat în 1651. Ulterior cetatea cade în ruine. În 1741, circa 1600 de familii de Lipoveni se stabilesc în jurul limanului.
Limanul Sinoe (135 km², adâncimea maximă 1,6 m) este legat de limanele Nuntași și Tuzla care își păstrează legătura cu Marea Neagră printr-un stăvilar. Apele sale sunt salmastre, cu o concentrație în săruri de circa 15 g/l. Pe malul limanului Sinoe, în partea nordică a actualei peninsule Istria, se găsesc ruinele cetății antice Histria, ridicată acum 2600 de ani de navigatorii și negustorii greci, care s-au așezat în adăpostitul golf Halmyris de odinioară, pentru a schimba cu băștinașii geto-daci pește sărat, ulei de măsline, vinuri, obiecte de podoabă grecești și facle din rășina pinilor ce creșteau atunci în jurul cetății, pe grânele, mierea, ceara de albine, pieile și lemnul oferite de triburile locale. Histria, apărată de o puternică incintă din calcar, avea apă proaspătă mulțumită unui apeduct, în parte subteran, de peste 20 km lungime ; străzile erau pavate cu piatră. Dar în antichitatea tardivă, în secolul al VI-lea, golful Halmyris a început să se împotmolească, noul grind Săcele închizând ieșirea la Marea Neagră. În final, Avarii și Slavii distrug aproape în întregime cetatea, iar locuitorii o părăsesc definitiv fugind pe mare spre Tomis sau Constantinopol. Histria, cea mai veche așezare urbană din România, a fost cercetată din 1914, de către arheologul Vasile Pârvan. Din 13 februarie 2007 figurează pe Lista Patrimoniului European.
Limanele Gargalîc, Tașaul, Siutghiol, Tatlageac, Mangea și Comorova au acum apă dulce și gârlele care le leagă de mare sunt intermitente ; pe grindul litoral care desparte Siutghiolul de mare, se ridică faimoasa stațiune turistică Mamaia, iar pe grindul despărțind limanul Comorova de mare, se înșiruie stațiunile Olimp, Neptun și Saturn, din raza orașului Mangalia. În jurul limanului Comorova mai dăinuiește pădurea cu același nume. Plăjile tuturor acestor stațiuni, reputate pentru finețea nisipului lor, sunt de origine cochiliferă. În limanul Siutghiol (al cărui nume înseamnă "lac lăptos" în turcește) există o insulă numită "Ovidiu", despre care legenda locală spune că a adăpostit, în antichitate, vila poetului roman Ovidius, în ultimii săi ani de viață. Denumirile de Mangea și Comorova sunt în general uitate, publicul folosind și pentru limane, denumirile stațiunilor moderne respectiv Costinești și Olimp sau Neptun.
Limanuri maritime, cu apă sărată, sunt Techirghiol, cu nămoluri curative, sau Mangalia, care adăpostește parțial instalații portuare. Limanul Agigea a fost distrus prin deschiderea canalului legând Dunărea de Marea Neagră și prin extinderea portului Constanța, odată cu rezervația din jurul stațiunii de cercetări marine Agigea înființată odinioară de Ioan Borcea.